# Cougar (MRAP)
Pour les articles homonymes, voir Cougar (homonymie).
Le Cougar est un véhicule blindé de transport de troupes américain à roues, entré en service en 2002.

## Armement et équipement
Tourelleau téléopéré et autres en options.

## Variantes
- Cougar HEV
- Badger ILAV
- Cougar JERRV
- Cougar ISS
- Ridgback PPV
- Mastiff PPV
- Mastiff 2 'Protected Eyes'
- Wolfhound
- Timberwolf
- Fire Support Cougar
- Recovery of Airbase Denied by Ordinance (RADBO)

## Pays utilisateurs

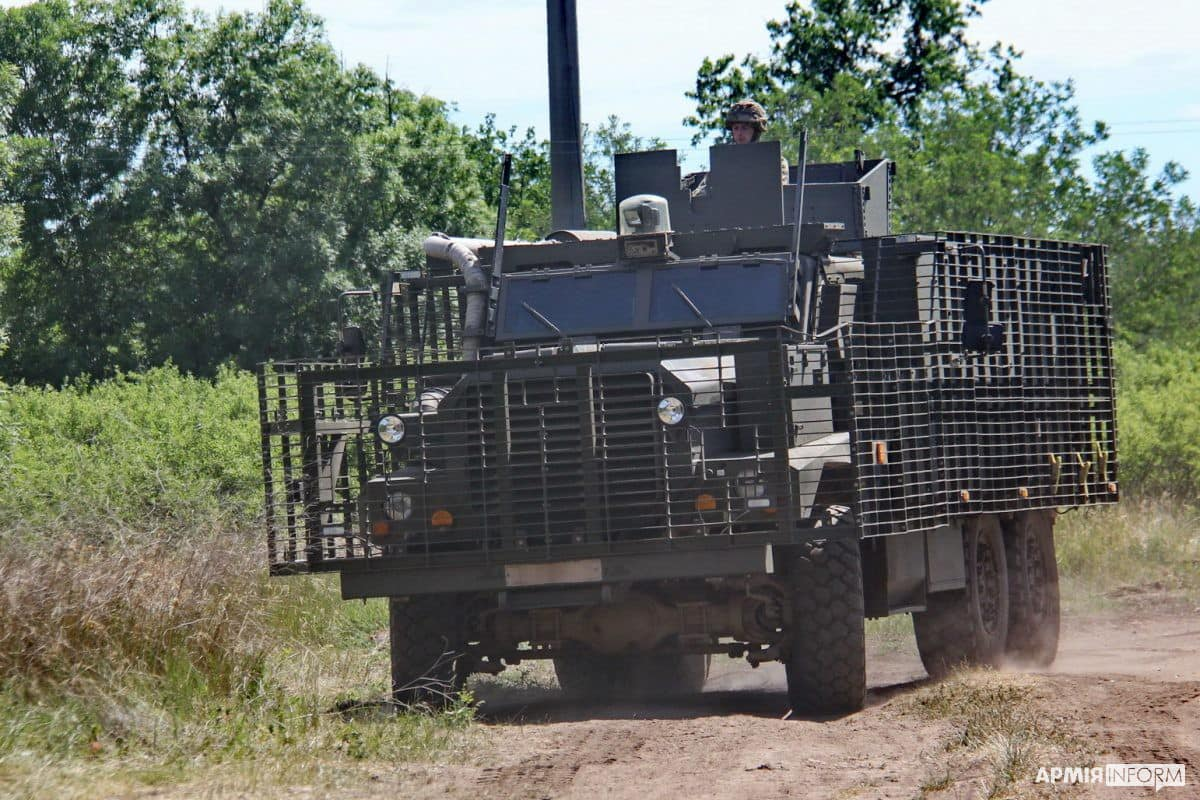
Un Cougar de l'Infanterie navale ukrainienne.

- Canada
- Cameroun
- Croatie
- Royaume-Uni
- Maroc
- Pologne : 300 unités acquises en 2021[1].
- Ukraine